# Stephanie Labbé
Stephanie Lynn Marie Labbé (Edmonton, 10 oktober 1986) is een Canadees voetbalster. Sinds 2008 komt ze uit voor het Canadees vrouwenelftal.

## Clubcarrière
Labbé begon met voetballen bij het collegeteam, Connecticut Huskies, van de Universiteit van Connecticut in 2005. In 2006 hield ze 461 minuten achter elkaar het doel schoon en in 2008 werd ze verkozen tot doelman van het jaar van de Big East Conference. Het jaar daarop vertrok ze naar Europa en ging ze voor Piteå IF in de Zweedse Damallsvenskan voetballen. Nadat de club degradeerde bleef Labbé als een van de drie buitenlandse voetbalsters actief bij de club en wist ze aan het einde van 2010 weer te promoveren naar het hoogste niveau. In 2012 maakte ze de overstap naar KIF Örebro.
Ze bleef voor Örebro twee seizoenen actief voor ze uiteindelijk terugkeerde naar Amerika. Labbé ging in 2016 voetballen bij Washington Spirit in de National Women's Soccer League, de hoogste vrouwendivisie van de Verenigde Staten. Na twee jaar werd haar contract bij de club niet verlengd. In maart 2018 ging ze voetballen bij de mannenclub Calgary Foothills FC en probeerde daar het eerste team te halen. Ze wist daar een plek in het team af te dwingen, maar de USL Premier Development League stond haar niet toe om voor de club uit te komen omdat ze een mannencompetitie zijn.

## Internationale carrière
Op 27 juli 2008 maakte Labbé haar debuut voor het Canadees elftal in de wedstrijd tegen Singapore. Door een blessure van Erin McLeod groeide Labbé uit tot de eerste keeper van Canada op de Olympische Spelen 2016 waar het team de bronzen medaille wist te winnen. In de troostfinale wist Canada met 2-1 te winnen van Brazilië.